# Epalzeorhynchos siamensis
Cá chuồn sông (Danh pháp khoa học: Epalzeorhynchos siamensis) là một loài cá nước ngọt trong họ cá chép Cyprinidae thuộc bộ cá chép. Chúng được phân loài trong chi cá Epalzeorhynchos (cá hắc xá). 

## Đặc điểm
Thân cá tròn, thon dài; mõm nhọn có thùy bên nhỏ; miệng dưới, môi trên có nhiều mấu dạng tua, mối dưới có nhiều mấu thịt; mắt nằm trên trục thân; có một đôi râu mõm. Khởi điểm vây lưng trước vây bụng, vẩy to, đường bên thẳng và hoàn toàn. Lưng xám đen, bụng xám nhạt, có một sọc đen rộng dọc đường bên từ mắt đến gốc vây đuôi, các vây có màu vàng xám.